# Egen von Bamberg
Meister Egen von Bamberg (tätig ca. 1320–1340) war ein deutscher Minnesänger, der aus Ostfranken, vermutlich aus Bamberg, stammte.
Von ihm sind die beiden Minnereden Die clage der minne und Das herze überliefert, die wegen ihres manieristischen, übertriebenen Ausdrucks als Höhepunkt des geblümten Stils gelten. In der Minneburg wird er als vorbildlicher Dichter erwähnt.